# C'est quoi l'amour ?
C'est quoi l'amour ? est une émission de télévision française diffusée sur TF1 depuis le 28 janvier 2000 et présentée jusqu'en 2013 par Carole Rousseau. Le 24 avril 2015, c'est sur NT1 que revient l’émission présenté désormais par Bénédicte Le Chatelier.

## Diffusion
L'émission est diffusée en 2e partie de soirée aux alentours de 23 h 15 un vendredi soir par mois.
À partir de février 2010 et jusqu'à l'automne 2011, elle est diffusée en 3e partie de soirée après minuit à la suite de la diffusion de programmes de téléréalité en 2e partie de soirée (La Ferme Célébrités en Afrique puis L'amour est aveugle ou encore Secret Story).
L'émission s'arrête sur TF1 en 2012 et est annoncée sur TMC en 2013 avec Bénédicte Le Chatelier à la présentation,. Les numéros inédits restants tournés en 2013 sont diffusés sur NT1 en 2015 où l'émission enregistre de faibles audiences,.

## Principe
L'émission est centrée sur la vie des proches de personnes souffrantes de maladies rares, ou des personnes qui ont un quotidien pas comme les autres (chanteurs, familles nombreuses, parents sans autorité, etc).

## La100e
Le 5 février 2010, l'émission fête son 100e numéro et son dixième anniversaire.
L'émission a réuni 2 100 000 de téléspectateurs et 29 % de part de marché.